# Erdélyi Múzeum (folyóirat, 1874–1947)
Erdélyi Múzeum (1874–1947) az Erdélyi Múzeum-Egyesület közlönye. Döbrentei Gábor első erdélyi magyar művelődési folyóiratának, az Erdélyi Muzéumnak (1814–18) gazdag tartalmára emlékeztetően 1874-ben indult Finály Henrik jeles nyelvész és történész szerkesztésében, tág teret nyitva „a hitágazati hittan és a napi politika kivételével” minden tudományágnak, s tudományos fórumot teremtve a két évvel azelőtt alapított kolozsvári tudományegyetem professzorainak eredményeik közzétételére. Az első folyam utolsó füzete 1917-ben jelent meg, az új folyam 1930-ban havi füzetekben György Lajos EME-főtitkár szerkesztésében indult, 1941-től negyedévi füzetekben Szabó T. Attila szerkesztésében folytatódott. 1947-ben szűnt meg LII. kötetével. 1991-ben az Erdélyi Múzeum-Egyesület újjáalakulásával a folyóirat is újra indult.

## 1930–1947
Az 1930 után újjáindult Erdélyi Múzeumot mindmáig közérdekű forráskinccsé avatja a pozitivista jellegű adatgyűjtés, a hiteles feldolgozás és a tájékoztató közlés. Nyelvészek, irodalomtörténészek, esztéták, régészek, történészek, jogtudósok, néprajzi kutatók növekvő tábora járult hozzá a honismeret és nemzetiségtudat tudományos fejlesztéséhez, jelentős teret biztosítva a román–magyar kölcsönviszonylatok tanulmányozásának. Itt jelentek meg Csűry Bálint, Szabó T. Attila, Márton Gyula népnyelvi közleményei, György Lajos, Kristóf György, id. Kántor Lajos, Jancsó Elemér, Tóth Zoltán irodalomtörténeti és komparatista tanulmányai, Balogh Jolán, Bíró József, Entz Géza művészettörténeti és műemlékvédő értekezései, Lakatos István zenetörténeti cikkei, Ferenczi István, László Gyula archeológiai, Bíró Vencel, Bitay Árpád, Veress Endre, Keöpeczi Sebestyén József, Makkai László, Jakó Zsigmond történeti, Balogh Artúr, Mikó Imre, Buza László, Bónis György jogtudományi tanulmányai. Nagy szolgálatot tett a folyóirat György Lajos, Ferenczi Miklós, Valentiny Antal és Vita Zsigmond erdélyi magyar könyvbibliográfiáinak és Hofbauer László sajtótörténeti elemzéseinek közreadásával. A néprajz jelentőségének növekedését mutatják Makkai Endre, Nagy Jenő, Gunda Béla, Faragó József dolgozatai különösen az utolsó években. Hangsúlyt kapott mindenkor a helytörténet, elsősorban Borbély Andor, Herepei János, Kelemen Lajos tanulmányainak köszönhetően, s Venczel József beszámolója a falumunkáról a magyar szellemi élet körforgásába kapcsolta be többek között Dimitrie Gusti román monografikus szociológiájának módszertani elemeit.
Az EME természettudományi szakosztályának közleményei külön fejléccel jelentek meg az Erdély Múzeum köteteiben 1930 és 1941 között, előbb Szádeczky Gyula, majd Balogh Ernő szerkesztésében. Kiemelkednek a geológus Török Zoltán, a barlangkutató Balogh Ernő, a földrajztudós Tulogdy János, a borvízforrásokat feltérképező Bányai János, a füvész Nyárády Erazmus Gyula szakdolgozatai.
Az Erdélyi Múzeum jelentősebb tanulmányai önálló kiadásként az Erdélyi Tudományos Füzetek (ETF) sorozatában is megjelentek; a természettudományi közlemények legfontosabbjait egy már Apáthy István szerkesztésében (1906–10) létezett kiadvány folytatásaként Múzeumi Füzetek (MF) címen adták ki.